# Vouneuil-sur-Vienne
Vouneuil-sur-Vienne is een gemeente in het Franse departement Vienne (regio Nouvelle-Aquitaine) en telt 1835 inwoners (1999). De plaats maakt deel uit van het arrondissement Châtellerault.

## Geografie
De oppervlakte van Vouneuil-sur-Vienne bedraagt 36,5 km², de bevolkingsdichtheid is 50,3 inwoners per km².
De onderstaande kaart toont de ligging van Vouneuil-sur-Vienne met de belangrijkste infrastructuur en aangrenzende gemeenten.

## Demografie
Onderstaande figuur toont het verloop van het inwonertal (bron: INSEE-tellingen).